# 新爱尔兰岛

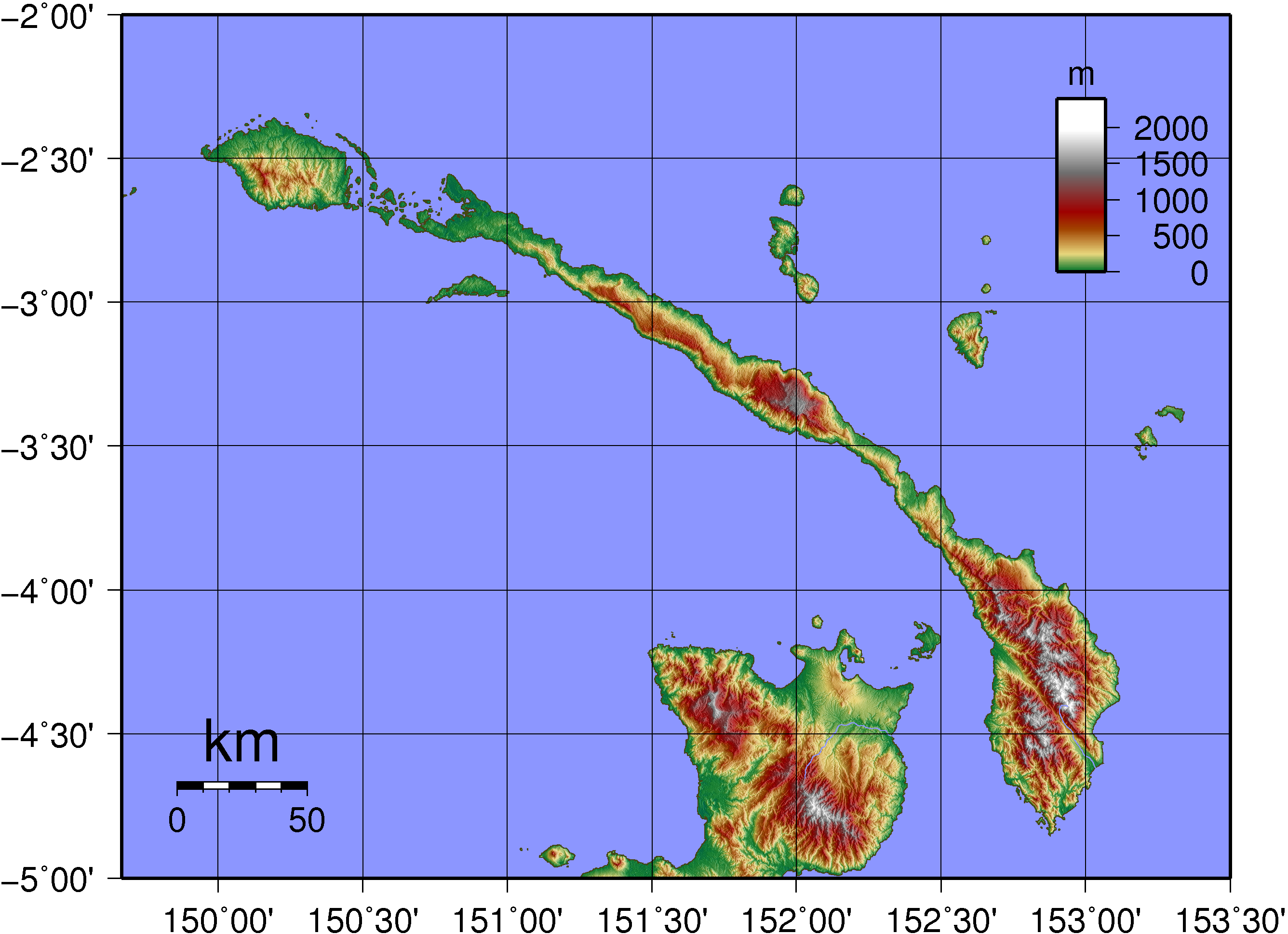
新愛爾蘭島地形圖

新爱尔兰岛（New Ireland island，巴布亚皮钦语：Niu Ailan），屬於巴布亞新幾內亞的一個島嶼，是太平洋西南部俾斯麦群岛主要岛屿之一，位于新不列颠岛东北，隔圣乔治海峡与其相望，全岛东西狭长，形似一支火绳枪，面积约8650平方公里。新爱尔兰岛构成了巴布亞新幾內亞新爱尔兰省的主体部分，省会卡维恩位于岛的北端。
二战时期，日军在卡维恩修建有大型海军基地，但是盟军实施“蛙跳战术”，并未对该岛进行攻击，因此该岛直到战争结束时，尚在日军手中。
3°20′S 152°00′E / 3.33°S 152°E